# Europarlamentari pentru Austria 2004-2009
Această listă este o listă a membrilor Parlamentul European pentru Austria
în al 6-lea mandat din 2004 până în 2009, ordonată alfabetic:
- Maria Berger (Partidul Socialiștilor Europeni)
- Herbert Bösch (Partidul Socialiștilor Europeni)
- Harald Ettl (Partidul Socialiștilor Europeni)
- Othmar Karas (Partidul Popular European)
- Jörg Leichtfried (Partidul Socialiștilor Europeni)
- Eva Lichtenberger (Grupul Verzilor - Alianța Liberă Europeană)
- Hans-Peter Martin (Neafiliați)
- Andreas Mölzer (Neafiliați)
- Christa Prets (Partidul Socialiștilor Europeni)
- Reinhard Rack (Partidul Popular European)
- Karin Resetarits (Neafiliați, din 2005 Alianța Liberalilor și Democraților pentru Europa)
- Paul Rübig (Partidul Popular European)
- Karin Scheele (Partidul Socialiștilor Europeni)
- Agnes Schierhuber (Partidul Popular European)
- Richard Seeber (Partidul Popular European)
- Ursula Stenzel (Partidul Popular European)
- Hannes Swoboda (Partidul Socialiștilor Europeni)
- Johannes Voggenhuber (Grupul Verzilor - Alianța Liberă Europeană)